# Irina Meszynski
Irina Meszynski (née le 24 mars 1962 à Berlin-Est) est une athlète est-allemande, spécialiste du lancer de disque.
Elle remporte la médaille d'or des Jeux de l'Amitié en 1984 en battant le record du monde de la discipline en 73,36 m à Prague.